# Фрікацей
45°25′55″ пн. ш. 28°24′45″ сх. д. / 45.43194° пн. ш. 28.41250° сх. д.
Фрікаце́й — пункт контролю через державний кордон України на кордоні з Молдовою.
Розташований в Одеській області, Ренійський район, неподалік від села Лиманське, через яке проходить автошлях місцевого значення, поблизу станції Фрикацей. Із молдавського боку знаходиться пункт контролю «Етулія» в однойменному селі, Вулканештський округ, Гагаузія, на автошляху місцевого значення в напрямку Вулканешт.
Вид пункту пропуску — залізничний. Статус пункту пропуску — міжнародний.
Характер перевезень — пасажирський, вантажний.
Пункт контролю «Фрікацей» може здійснювати тільки радіологічний, митний та прикордонний контроль.
Пункт контролю «Фрікацей» входить до складу митного посту «Ізмаїл» Південної митниці. Код пункту пропуску — 50007 18 00 (12).